# Roy Horovitz
Roy Horovitz (Israel, 1970) és un actor israelià.
Es va llicenciar en el Nisan Nativ Acting Studio del departament d'arts escèniques de la Universitat de Tel-Aviv, i actualment està cursant el doctorat sobre la dramatúrgia israeliana relacionada amb la Bíblia en la Universitat Bar-Ilan. Horovitz ha interpretat nombrosos papers en diversos teatres, i ha dirigit un seguit de produccions molt ben rebudes per la crítica, que han girat per tot Israel. És professor d'anàlisi, dramatúrgia i història del teatre a les universitats de Tel-Aviv i Haifa, i entre els anys 2004 i 2009, va ser el dramaturg i assessor artístic del Teatre de Beerxeba. Entre els anys 2011 i 2015 va ser director artístic del Teatre Municipal de Kiryat Shmona. Horovitz és membre del departament d'arts escèniques del comitè de cultura i arts d'Israel, i del comitè artístic del centre de teatre experimental.